# 길전식
길전식(吉典植, 1924년 10월 27일 ~ 2011년 12월 21일)은 전남 장흥 출신의 대한민국 군인 출신 정치인이다. 제6, 7, 8, 9, 10대 국회의원을 역임하였다. 본관은 해평(海平). 호(號)는 남강(南崗)이다.

## 주요 경력

### 약력
- 육군 대령 예편
- 중앙정보부 제3국 국장
- 공화당 원내부총무
- 국회 상공위원회 위원장
- 민주공화당 사무총장 겸 당무위원
- 대한승마협회 회장
- KOC부위원장 겸 대학스포츠위원회 위원장
- 연세체육회 회장
- 민족중흥회 회장

## 학력
- 경성제2고등보통학교 졸업(1943년)
- 연희대학교 국어국문학과 학사(1947년)
- 대한민국 육군사관학교 7기(1948년)
- 대한민국 육군포병학교 초등군사반 1기 졸업(1949년)
- 미국 육군보병학교 초등군사반 졸업(1952년)
- 대한민국 육군보병학교 고등군사반 졸업(1953년)
- 대한민국 육군공병학교 고등군사반 졸업(1954년)
- 대한민국 육군기갑학교 고등지휘반 졸업(1955년)
- 대한민국 국방대학교 행정학사 2기(1957년)

## 역대 선거 결과
|  | 37.75% |

|  | 51.96% |

|  | 62.25% |

|  | 43.81% |

|  | 39.64% |